# Secuestro de Shin Sang-ok y Choi Eun-hee

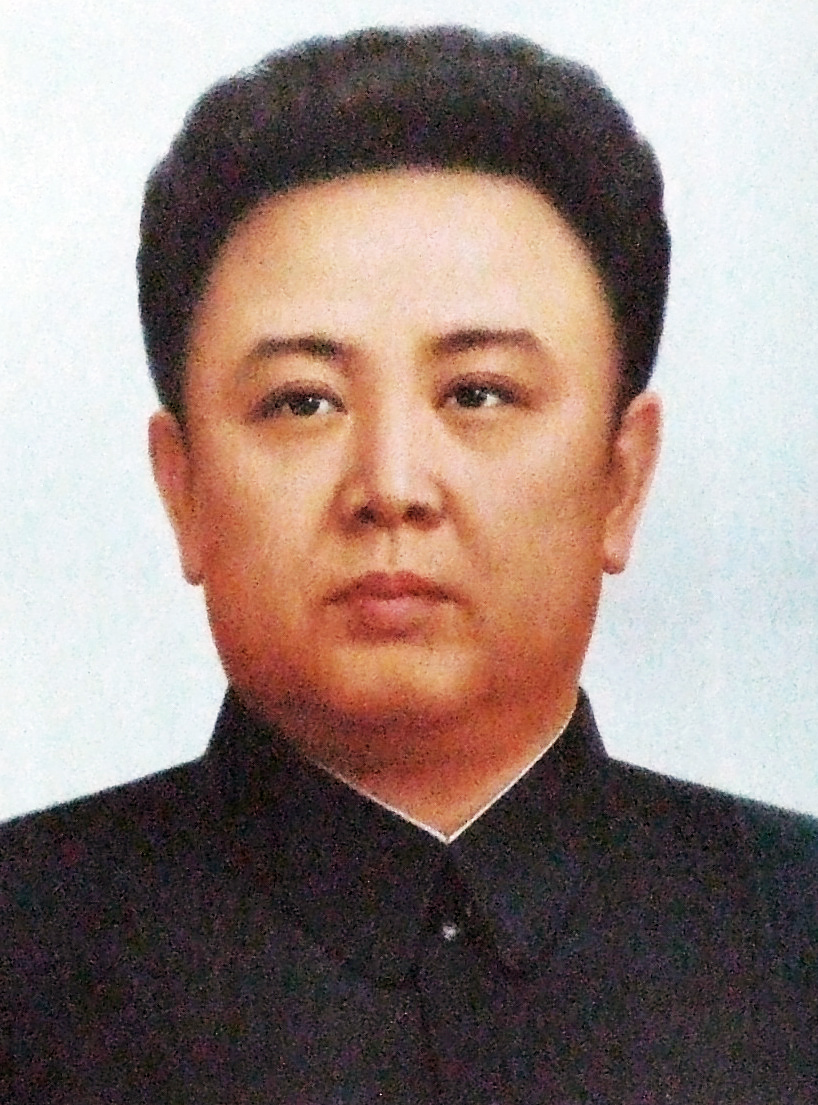
Póster propagandístico de Kim Jong-il

El secuestro de Shin Sang-ok y Choi Eun-hee fue un caso de secuestro por parte de las altas esferas del régimen de Corea del Norte contra una pareja de artistas del celuloide surcoreano: Shin Sang-ok y Choi Eun-hee, entre 1978 y 1986. 
Ambos fundaron Shin Film e hicieron varias películas a lo largo de los años 1960 que les dieron cierta notoriedad en varios festivales cinematográficos. En 1978 Choi fue abordada y raptada a Corea del Norte para conocer a Kim Jong-il, quien en un futuro pasaría a ser el máximo dirigente del país. Medio año después, Shin corrió la misma suerte.
Shin, tras pasar tres años recluido en una prisión, se reunió con Choi, y ambos fueron llevados ante Kim Jong-il para que hicieran cine propagandístico con el objetivo de obtener mayor reconocimiento global hacia la industria cinematográfica de Corea del Norte.
Finalmente, ambos conseguirían escapar en 1986 tras pedir asilo político en la embajada estadounidense de Viena, Austria.

## Kim Jong-il y el cine
En 1966 Kim Jong-il se unió al Departamento de Propaganda y años después pasaría a dirigir la División de Artes y Cinematografía. A lo largo de su vida mostró gran interés en el cine, incluyendo el cine extranjero. Como director, conectó con el público mediante películas y óperas de temática homogénea: orgullo patrio y alabanzas a Kim Il-sung. El historiador Charles K. Armstrong escribió en su libro Tyranny of the Weak: North Korea and the World 1950-1992 (Tiranía de los débiles: Corea del Norte y el mundo 1950-1992) que «Kim llevó las artes norcoreanas a una dirección específica marcada para asegurar el poder de su padre: bajo su tutela, se produjeron nuevas producciones ensalzando la guerra contra Japón de Kim Il-sung y la de sus camaradas en Manchuria durante los años 30».
No obstante, también se mostró crítico con la industria cinematográfica del país, cuyas producciones, según él, eran «aburridas y sin vida» por la falta de entusiasmo de los artistas. Bradley K. Martin, autor de Under the Loving Care of the Fatherly Leader: North Korea and the Kim Dynasty (Bajo el cuidado amoroso del líder paternal: Corea del Norte y la dinastía Kim) explicó esta declaración mientras escuchaba una cinta de audio grabada en la que el futuro dictador comentaba que: «Los trabajadores de la industria cinematográfica norcoreana sabían que el Estado les ofrecería comida incluso con la ley del mínimo esfuerzo, así que no se esforzaban. En cuanto a Corea del Sur, ellos derrochaban sangre, sudor y lágrimas para obtener resultados».
En otras grabaciones, Kim Jong-il hablaba de ir más allá: 

Si continuamos proyectando cine occidental sin ningún tipo de control, entonces la población solo tendrá pensamientos nihilistas sobre patriotismo. Podemos incrementar el producto, pero así solo conseguiremos que idealicen Occidente, por lo que tenemos que avanzar tecnológicamente antes de proyectar las emisiones para darles derechos en su justa medida.

## Secuestro

### De Choi
Choi Eun-hee recibió una propuesta para participar en una película en Hong Kong aparte de la posibilidad de dirigir una academia de interpretación; sin embargo, la oferta resultó ser falsa y fue raptada en Repulse Bay. El 22 de enero de 1978 llegó a Namp’o. Posteriormente, sería alojada en una villa lujosa llamada «Edificio N.º 1». Las autoridades le mostraron a la actriz Pyongyang y varios puntos considerados turísticos, como el lugar de nacimiento de Kim Il-sung, aparte de varios museos de la ciudad. En cuanto al ocio lúdico, Kim Jong-il la llevó a ver películas, óperas, musicales y a otras fiestas donde aprovecharía para hablar de cine con ella. Posteriormente, descubriría que fue utilizada como cebo para capturar a Shin Sang-ok.

### De Shin
Tras su divorcio de Choi, Shin Sang-ok formó otra familia. Tras la desaparición de quien fuera su exmujer, se puso a buscarla sin resultados. Cineasta de profesión, estuvo batallando para que el gobierno le otorgase una licencia para Shin Studios que finalmente fue revocada. Estuvo haciendo viajes internacionales para conseguir que dieran luz verde a uno de sus proyectos. 
Al igual que con Choi, también fue secuestrado en Hong Kong. A pesar de las comodidades ofrecidas, intentó escapar en dos ocasiones, siendo enviado a un campo de internamiento por desobediencia. El 23 de febrero de 1983 recibió una carta en la que señalaba que iba a ser excarcelado. El 7 de marzo del mismo año se reencontró con Choi en una fiesta organizada por Kim Jong-il.

## Producciones filmadas
Ambos contemplaron la vasta filmoteca personal de Kim, la cual estaba compuesta con más de 15.000 películas internacionales. A estos se les ordenó a que visionasen y criticasen cuatro películas por día. La mayor parte de las producciones eran originarias del Bloque del Este, aunque también se podía encontrar producciones hollywoodienses. Tanto Shin como Choi sintieron respeto por los conocimientos que tenía el dictador sobre el cine. 
Poco tiempo después, Kim declaró que quería que Shin dirigiese un filme y llevarlo a un festival internacional. De hecho, tuvo un puesto en los Estudios Choson Film de Pyongyang. Consciente de que la propaganda interna de sus películas no atraían el interés del público extranjero ni de los festivales, Kim permitió que Shin abordase los temas más idóneos. A partir del 20 de octubre de 1983 se puso a trabajar con fondos ilimitados. Finalmente, Shin y Choi obtuvieron un premio para cada uno en un festival de Checoslovaquia por Pulgasari, inspirada en las películas de Godzilla.
Entre las producciones filmadas destacan los siguientes títulos:
- (1984) Doraoji annun milsa - Inspirada en la obra teatral Conferencia Sangrienta, escrita por Kim Il-sung. Parte del film se rodó en Checoslovaquia con actores europeos por primera vez en la historia del cine norcoreano.[4]
- (1984) Sarang sarang nae sarang - Inspirada en el cuento folclórico: Chunhyangjeon.[4]
- (1984) Talchulgi - Drama propagandístico ambientado en la ocupación japonesa de Corea.[4]
- (1985) Sogum - Por su papel en esta cinta, Choi ganó el Premio a la Mejor Actriz en el Festival de Cine de Moscú.[4]
- (1985) Simcheongjeon - Versión musical del cuento del mismo nombre.[4]
- (1986) Pulgasari - Filme de ciencia ficción proagandística inspirado en las películas de Godzilla.[4]

## Escape
Para defenderse de cualquier acusación de deserción una vez abandonaran Corea del Norte, Choi y Shin grabaron sus conversaciones con el líder juche para probar que no abandonaron el Sur por voluntad propia. En una conversación grabada el 19 de octubre de 1983 Kim les explicó su plan para secuestrarles en pro de la industria cinematográfica norcoreana y que sería mejor que lanzasen un comunicado a la prensa en la que declarasen que visitaron el Norte voluntariamente tal como hicieron el 12 de abril de 1984 en Belgrado, Yugoslavia.
Tras finalizar el rodaje de Pulgasari, los dos estuvieron negociando con Kim la producción de una nueva película. Aquel año estuvieron en Viena, donde aprovecharon para huir de sus escoltas y pedir asilo político en la embajada estadounidense, tal como recogió el The New York Times el 22 de marzo de ese año.
Shin residió en Estados Unidos durante varios años trabajando en el cine hasta su regreso a Corea del Sur. Por su lado, el Gobierno de Corea del Norte publicó un comunicado en el que negaba que la pareja fuese secuestrada, a la par que mantuvo su versión de que ambos desertaron con una importante suma de dinero.

## Testimonios
En 2015, la publicación del libro de Paul Fischer: A Kim Jong-il Production atrajo la atención popular fuera de las dos Coreas. Vanity Fair informó sobre la proyección de Pulgasari en Brooklyn, Nueva York, en abril de 2015. Por otro lado, desde The Washington Post relataron que «la historia se podría reescribir con una película».
En enero de 2016 se presentó en el Festival de Cine de Sundance un documental titulado The Lovers and the Despot, dirigido por Robert Cannan y Ross Adam y basado en el secuestro de Shin y Choi.